# クマゲラ
クマゲラ （熊啄木鳥、Dryocopus martius）は、キツツキ目キツツキ科クマゲラ属に分類される鳥類。

## 分布
ヨーロッパ、イラン北部、中華人民共和国北東部および南西部、トルコの一部、日本（北海道・東北地方北部）、モンゴル北部、ロシア。

## 形態
全長45 - 57センチメートル。体重0.2 - 0.4キログラム。日本に分布するキツツキ科の構成種では最大種で、和名のクマ（「特大の」の意）の由来になっている。後頭の羽毛は伸長（冠羽）する。全身は黒い羽毛で被われ、英名（black woodpecker = 黒いキツツキ）の由来になっている。種小名martiusは「軍人の」の意で、黒い羽毛が軍服を連想させることに由来する。
虹彩は黄白色。嘴の色彩は黄白色で、先端が黒い。後肢の色彩は灰色や黒。
オスは頭頂から後頭にかけて赤い羽毛で被われる。メスは後頭のみ赤い羽毛で被われる。

## 分類
以下の分類・分布はClements Checklist v2016・IOC World Bird List ver.7.1に、和名は『日本鳥類目録 改訂第7版』に従う。
Dryocopus martius martius (Linnaeus, 1758) クマゲラ
ヨーロッパからカムチヤツカ半島にかけて、日本
Dryocopus martius khamensis (Buturlin, 1908)
中華人民共和国南西部（チベット含む）

## 生態
日本の北海道では常緑針葉樹林、落葉広葉樹林、混交林などの様々な森林、東北地方では主にブナ林に生息する。
主に蟻を食べる（1日あたり最高1,000匹）が、その他の昆虫（キクイムシ類の幼虫で1日あたり最高900匹）、果実も食べる。主に枯れ木や切り株の内部にいる獲物を捕食する。冬季には生木内にいる獲物を食べる。雪中の切り株まで雪を掻き分け中にいるアリを捕食した例もある。
繁殖形態は卵生。大木や枯れ木に穴を空けた巣を作る。同じ巣を毎年利用することもあり、最大で同じ巣を6年利用した例がある。5月に1回に2 - 4個（主に3個）の卵を産む。雌雄交代で抱卵し、抱卵期間は12-14日。抱卵・育雛も雌雄ともに行うが、雛が孵化した直後や夜間はオスだけが抱卵・抱雛を行う。雛は孵化してから24-30日（6-7月）で巣立つ。

## 人間との関係
アイヌの間では「チプ・タ・チカップ」（丸木舟を彫る鳥）と呼ばれ、ヒグマの居場所を教えたり道案内をしたりする神として崇められていた。
D. m. martius クマゲラ
日本では1965年に国の天然記念物に指定されている。日本では森林伐採による営巣木・採食地の破壊、繁殖期の人の侵入による攪乱が懸念され、とりわけ本州では絶滅が危惧されている。世界自然遺産としてブナ林が保護されてきた白神山地（青森県・秋田県）では2014年10月で、森吉山（北秋田市）では2017年4月で目撃情報が途絶え、営巣などの痕跡もまれになっており、日本自然保護協会などは2024年1月、環境省へ本格的な生息調査と保護対策強化を要請した。かつては北東北だけでなく、福島県西部の奥只見地方、山形県・新潟県にまたがる朝日連峰でも目撃情報があった。
絶滅危惧II類 (VU)（環境省レッドリスト）
クマゲラの形を模する「クマゲラマーク」は日本パークゴルフ協会の商標として登録されており、パークゴルフの発祥の地である北海道幕別町のカントリーサインにも描かれている。また、北海道黒松内町のカントリーサインにはブナ林に生息するクマゲラが描かれている。

## 画像

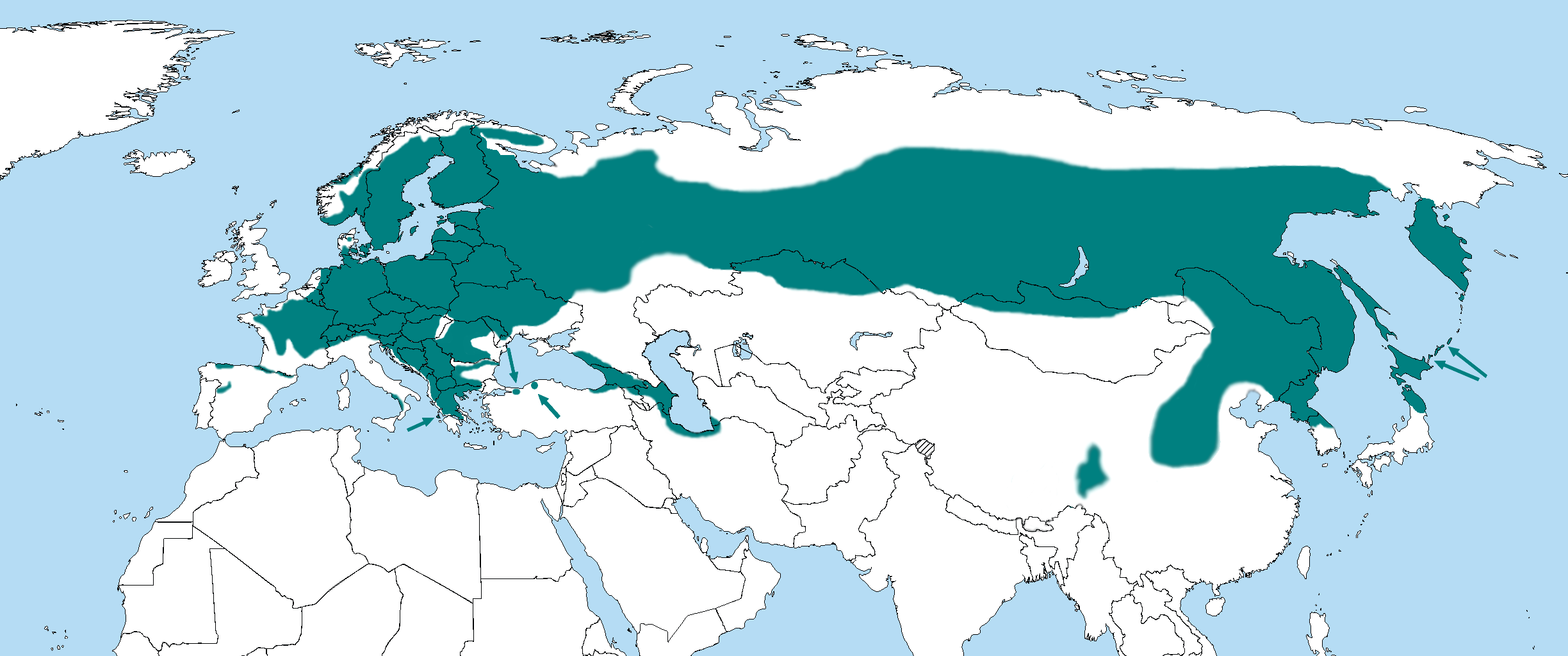
分布
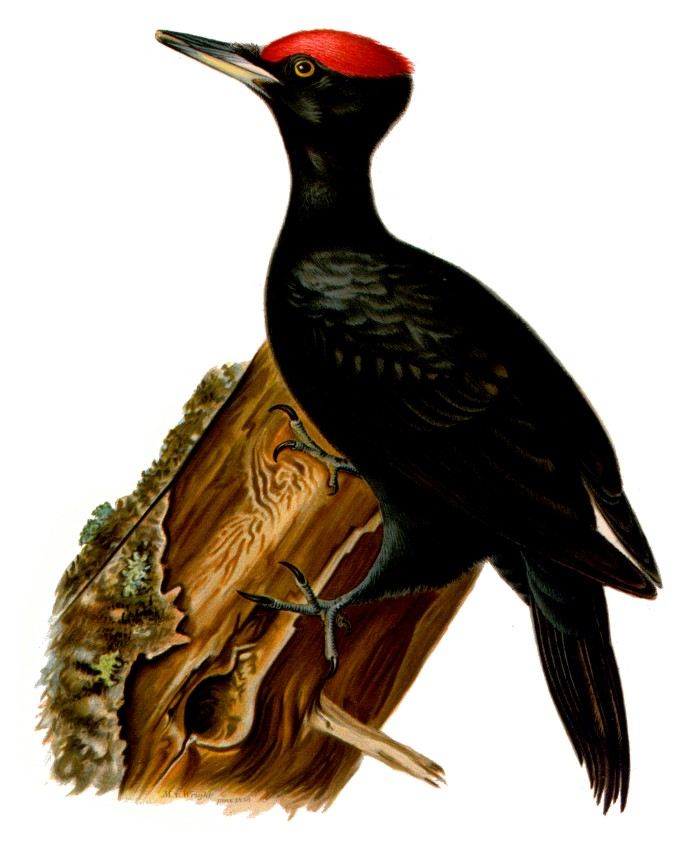
イラスト（オス）
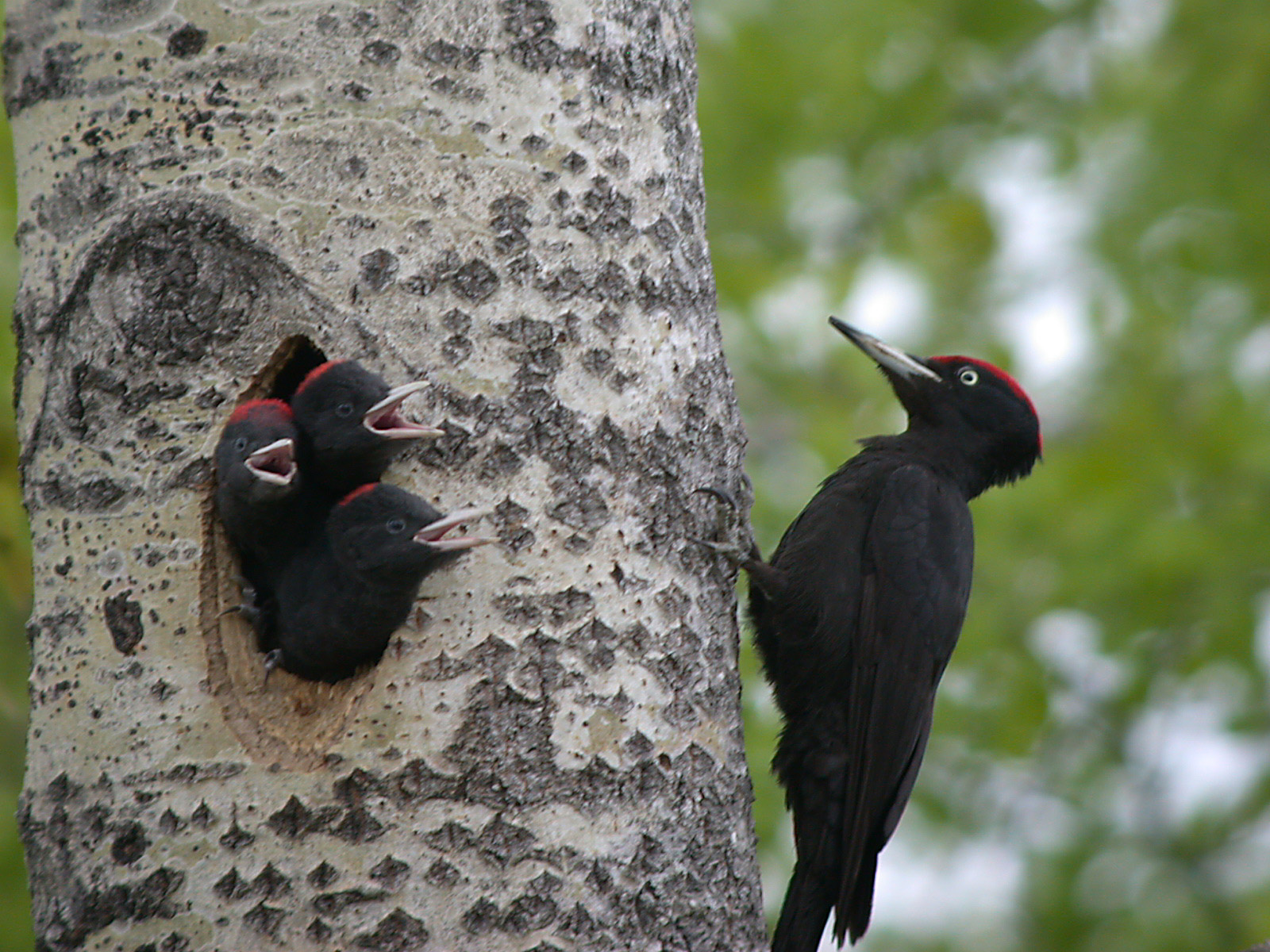
成鳥（木の外側）と巣から顔を出す雛
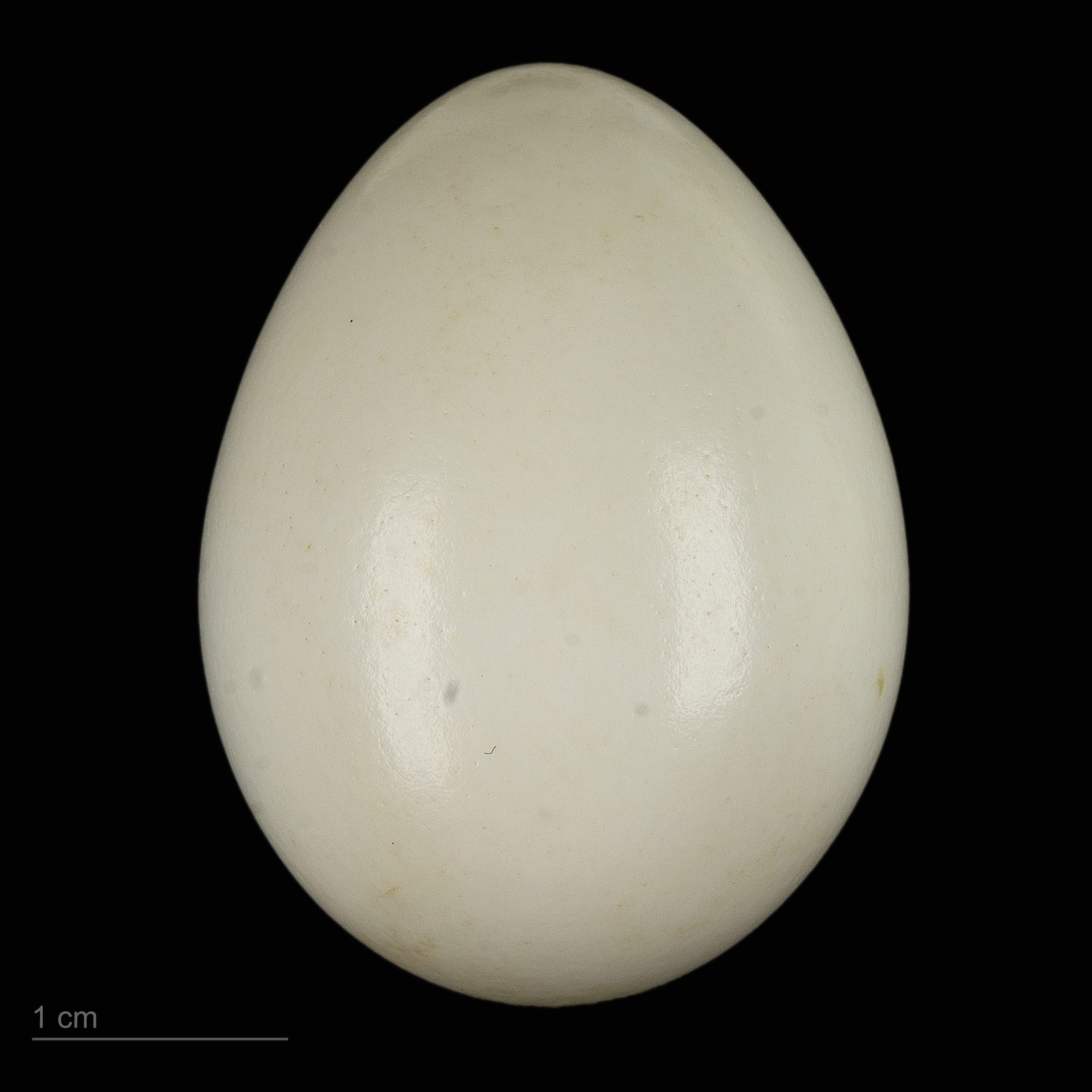
Dryocopus martius pinetorum